# Campeonato Argentino de Futebol de 1932 (AFAP)
O Campeonato Argentino de Futebol de 1932, originalmente denominado Copa Campeonato pela entidade reguladora oficial, a Asociación Argentina de Football (Amateurs y Profesionales), foi o quinquagésimo segundo torneio da Primeira Divisão da chamada era amadora. O certame foi jogado entre 20 de março de 1932 e 28 de janeiro de 1933, em dois turnos de todos contra todos. O Sportivo Barracas conquistou o seu primeiro título de campeão argentino.

## Participantes
| Equipe                 | Cidade       |
| ---------------------- | ------------ |
| All Boys               | Buenos Aires |
| Almagro                | Buenos Aires |
| Argentino de Quilmes   | Quilmes      |
| Argentino de Temperley | Temperley    |
| Banfield               | Banfield     |
| Barracas Central       | Buenos Aires |
| Colegiales             | Buenos Aires |
| Defensores de Belgrano | Buenos Aires |
| El Porvenir            | Gerli        |
| Estudiantes            | Buenos Aires |
| Estudiantil Porteño    | Buenos Aires |
| Excursionistas         | Buenos Aires |
| Liberal Argentino      | Buenos Aires |
| Nueva Chicago          | Buenos Aires |
| Sportivo Barracas      | Buenos Aires |
| Sportivo Buenos Aires  | Buenos Aires |
| Sportivo Palermo       | Buenos Aires |

## Classificação final
| Pos | Equipes                | Pts | J  | V  | E  | D  | GM | GS | SG  |
| --- | ---------------------- | --- | -- | -- | -- | -- | -- | -- | --- |
| 1.  | Sportivo Barracas      | 47  | 32 | 21 | 5  | 6  | 74 | 35 | +39 |
| 2.  | Barracas Central       | 42  | 32 | 18 | 6  | 8  | 46 | 33 | +13 |
| 2.  | Colegiales             | 42  | 32 | 17 | 8  | 7  | 55 | 43 | +12 |
| 4.  | Defensores de Belgrano | 38  | 32 | 16 | 6  | 10 | 56 | 46 | +10 |
| 5.  | All Boys               | 37  | 32 | 16 | 5  | 11 | 70 | 55 | +15 |
| 6.  | Almagro                | 35  | 32 | 14 | 7  | 11 | 48 | 50 | -2  |
| 7.  | El Porvenir            | 32  | 32 | 13 | 6  | 13 | 54 | 45 | +9  |
| 8.  | Estudiantes (BA)       | 30  | 32 | 9  | 12 | 11 | 53 | 54 | -1  |
| 8.  | Banfield               | 30  | 32 | 12 | 6  | 14 | 44 | 49 | -5  |
| 8.  | Excursionistas         | 30  | 32 | 11 | 8  | 13 | 54 | 66 | -12 |
| 11. | Liberal Argentino      | 28  | 32 | 10 | 8  | 14 | 34 | 41 | -7  |
| 12. | Estudiantil Porteño    | 27  | 32 | 10 | 7  | 15 | 45 | 61 | -16 |
| 13. | Argentino de Quilmes   | 26  | 32 | 11 | 4  | 17 | 51 | 57 | -6  |
| 13. | Argentino de Temperley | 26  | 32 | 9  | 8  | 15 | 35 | 57 | -22 |
| 15. | Nueva Chicago          | 25  | 32 | 10 | 5  | 17 | 50 | 62 | -12 |
| 15. | Sportivo Buenos Aires  | 25  | 32 | 8  | 9  | 15 | 45 | 63 | -18 |
| 17. | Sportivo Palermo       | 24  | 32 | 10 | 4  | 18 | 39 | 36 | +3  |

|  |                                         |
|  | Campeão.                                |
|  | Jogaram um desempate pelo rebaixamento. |
|  | Rebaixado e desfiliado.                 |

## Premiação
| Campeonato Argentino de Futebol de 1932 (AFAP) |
| ---------------------------------------------- |
| Sportivo Barracas Campeão (1° título)          |

## Desempate pelo rebaixamento
| Partida 1     | Partida 1 | Partida 1             | Partida 1     | Partida 1           | Partida 1 |
| Equipe 1      | Resultado | Equipe 2              | Estádio       | Data                |           |
| ------------- | --------- | --------------------- | ------------- | ------------------- | --------- |
| Nueva Chicago | 2 - 2     | Sportivo Buenos Aires | Nueva Chicago | 14 de junho de 1933 |           |

| Partida 2             | Partida 2 | Partida 2     | Partida 2             | Partida 2           | Partida 2 |
| Equipe 1              | Resultado | Equipe 2      | Estádio               | Data                |           |
| --------------------- | --------- | ------------- | --------------------- | ------------------- | --------- |
| Sportivo Buenos Aires | 1 - 1     | Nueva Chicago | Sportivo Buenos Aires | 21 de junho de 1933 |           |

| Partida 3     | Partida 3 | Partida 3             | Partida 3        | Partida 3           | Partida 3 |
| Equipe 1      | Resultado | Equipe 2              | Estádio          | Data                |           |
| ------------- | --------- | --------------------- | ---------------- | ------------------- | --------- |
| Nueva Chicago | 2 - 2     | Sportivo Buenos Aires | Estudiantes (BA) | 28 de junho de 1933 |           |

- Após os três empates consecutivos, a Associação decidiu anular o rebaixamento.

## Acesso e descenso
Sportivo Palermo abandonou a disputa do torneio e posteriormente se fundiu com o Palermo Palermo, com o qual participou do torneio seguinte, somando o acesso de Sportivo Dock Sud, Sportivo Alsina e Sportivo Acassuso, o número de participantes para a temporada de 1933 aumentou para vinte.

## Goleador
| Jogador   | Jogador              | Gols | Equipe   |
| --------- | -------------------- | ---- | -------- |
| Argentina | Juan Carlos Irurieta | 23   | All Boys |